# Sabicea loxothyrsus
Sabicea loxothyrsus är en måreväxtart som beskrevs av Karl Moritz Schumann, Max Julius Dinklage och Otto Stapf. Sabicea loxothyrsus ingår i släktet Sabicea och familjen måreväxter.
Artens utbredningsområde är Liberia. Inga underarter finns listade i Catalogue of Life.